# Fontaine Louvois
La fontaine Louvois és un monument parisenc enmig de l'square Louvois, fou creada el 1830. Aquesta plaça ocupa l'emplaçament d'una antiga òpera construïda el 1792 i enderrocada el 1820. La plaça és al 2n districte de París, rue Richelieu, a nivell de l'entrada de la Biblioteca Nacional de França.
Aquesta font fou feta el 1844 per Louis Visconti a petició de Lluís Felip I. És un homenatge als quatre grans rius: el Sena, la Garona, el Loira, i la Saona. El peu de l'estàtua està guarnit amb quatre tritons muntant un dofí. Sobre el perímetre de la gran pica de marbre hi ha esculpits els dotze signes del zodíac en alternances amb mascarons escopint aigua.

## Galeria

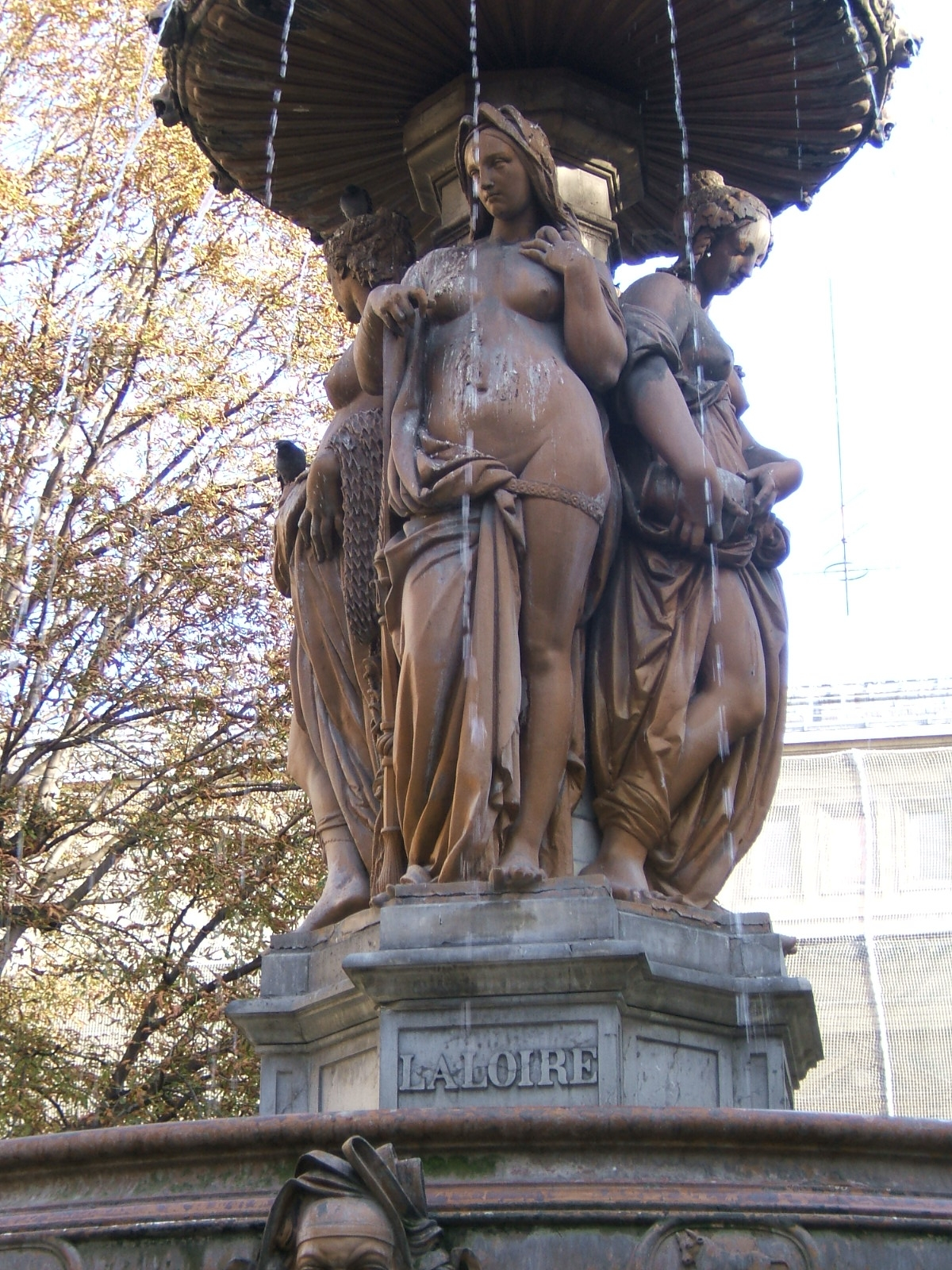
Estàtua del Loira
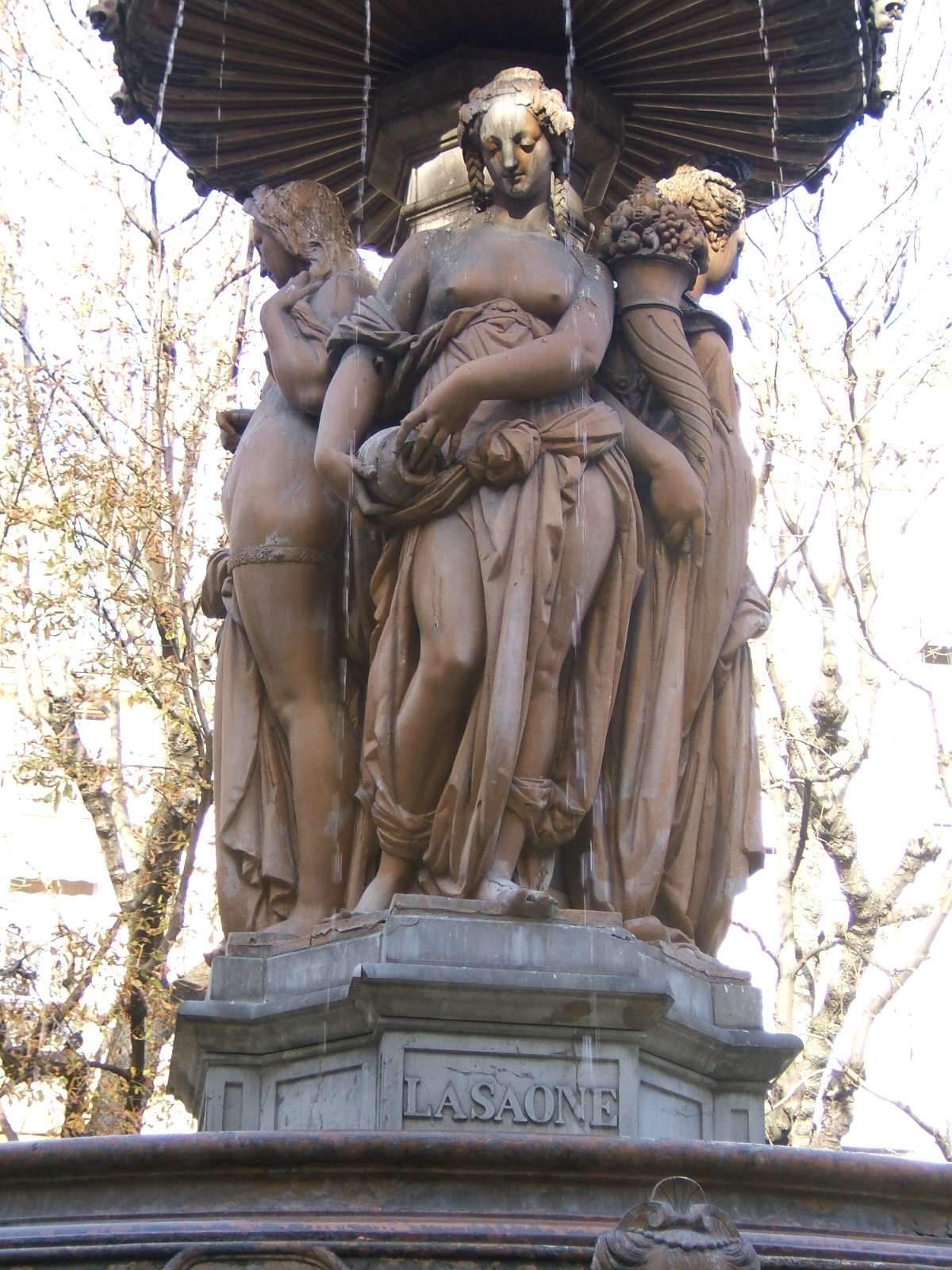
Estàtua del Saône
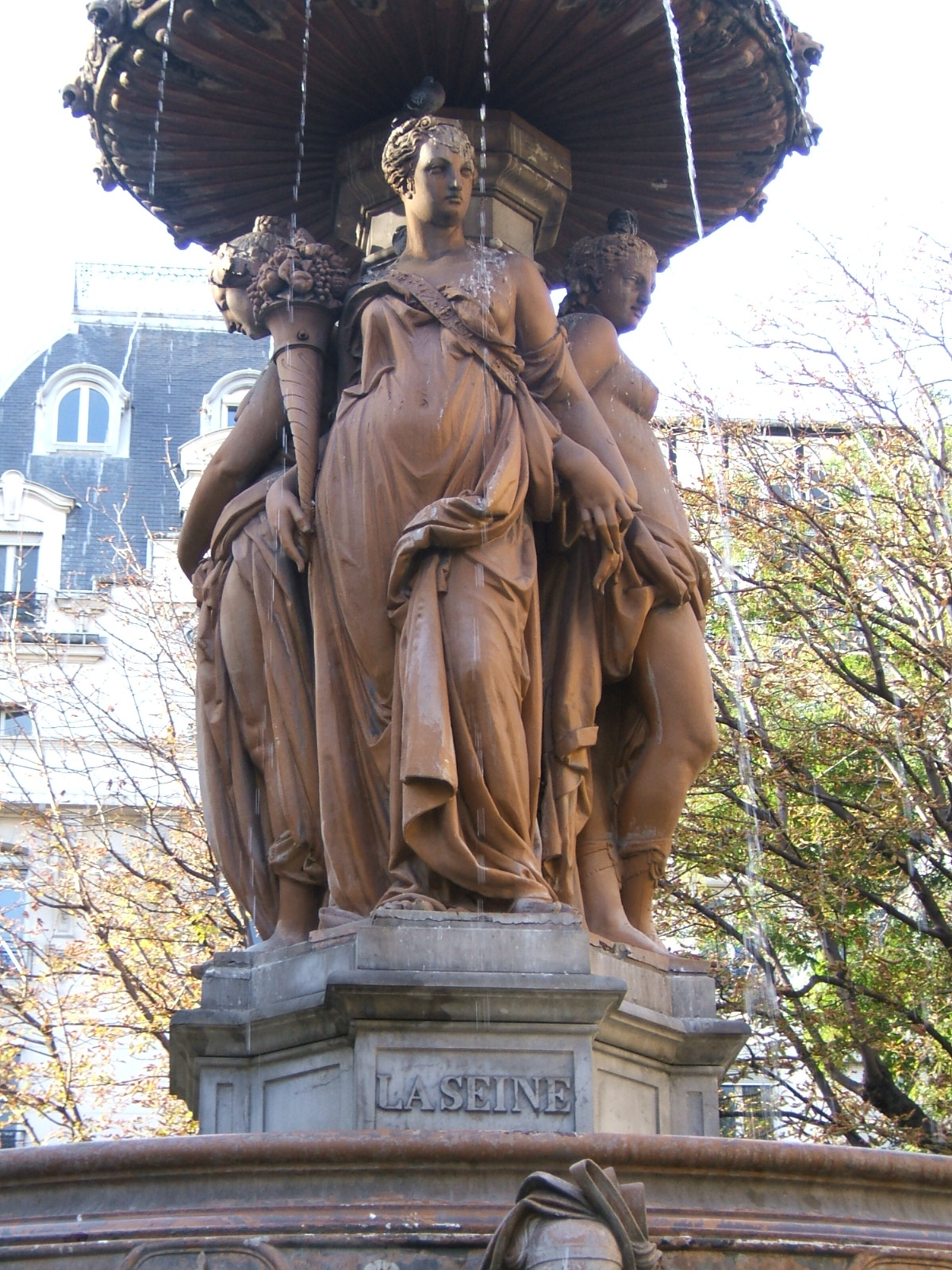
Estàtua del Sena
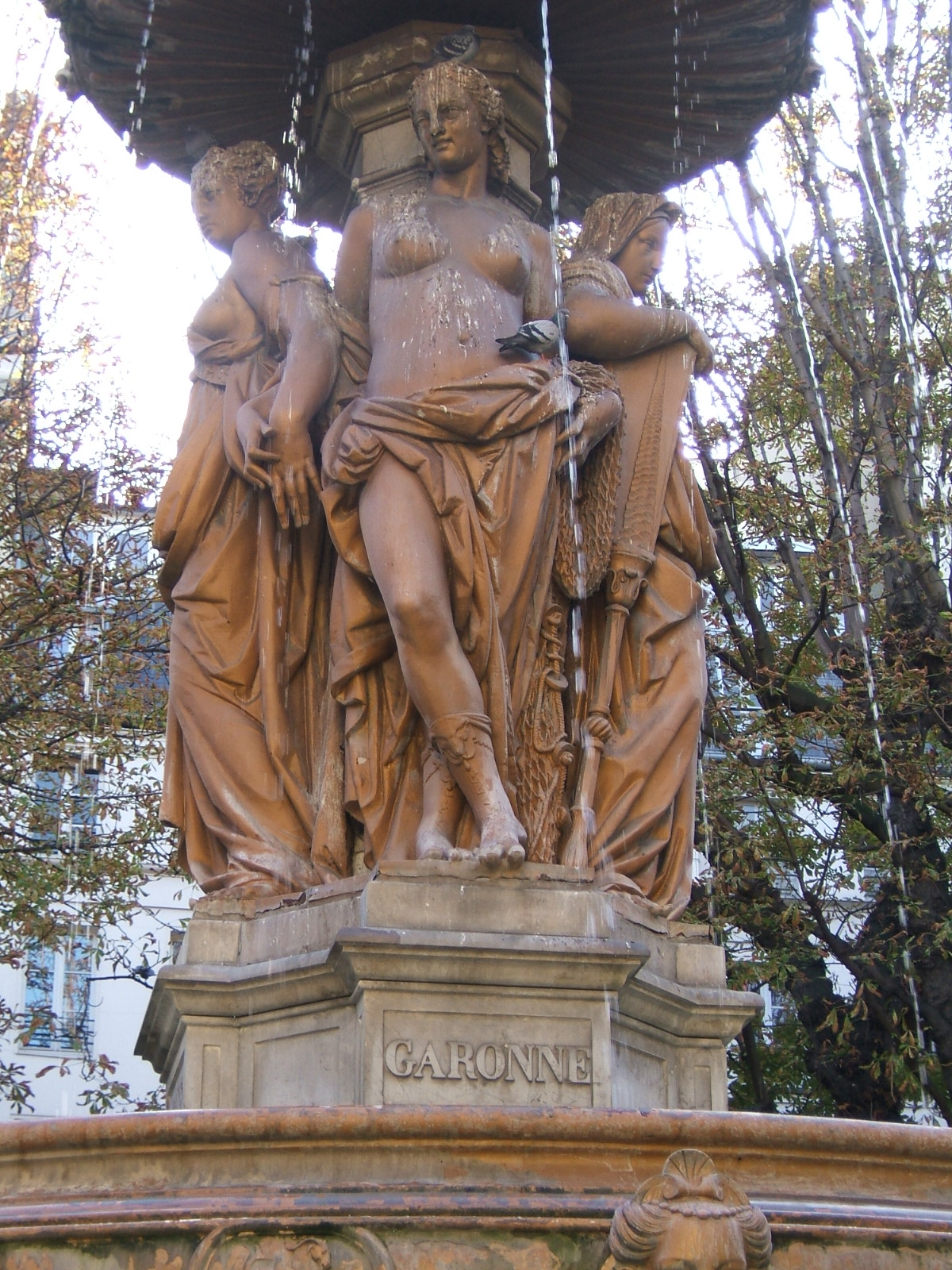
Estàtua del Garona
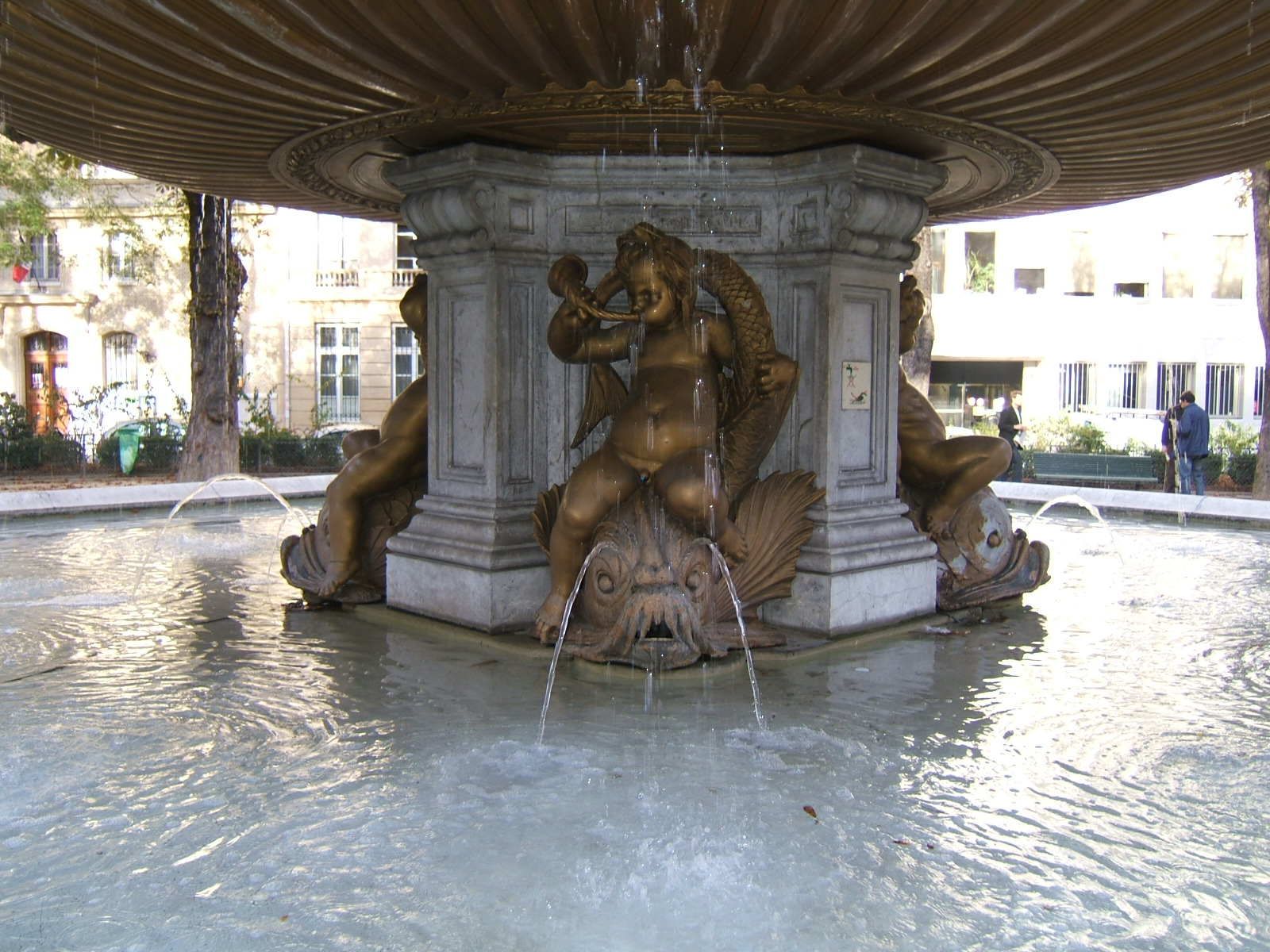
Un dels quatre tritons cavalcant un dofí